# Souillac
Souillac – miejscowość i gmina we Francji, w regionie Oksytania, w departamencie Lot.
Według danych na rok 1990 gminę zamieszkiwało 3 459 osób, a gęstość zaludnienia wynosiła 133 osoby/km² (wśród 3020 gmin regionu Midi-Pyrénées Souillac plasuje się na 96. miejscu pod względem liczby ludności, natomiast pod względem powierzchni na miejscu 386.).

## Zabytki
- Katedra romańska z bogato rzeźbionym portalem ze scenami przedstawiającymi życie Teofila Apostaty[1]. Zostały one wykonane około roku 1125;

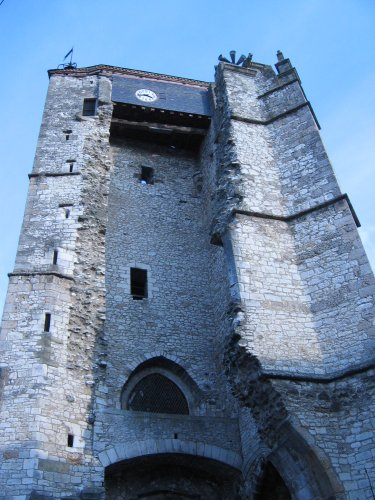
Wieża obronna

- pozostałości murów obronnych.